# ロッセン・ゲルコフ
ロッセン・ゲルコフ（Rossen Gergov、1981年 - ）は、ブルガリアの指揮者。

## 経歴
1981年にブルガリアで生まれる。ソフィア国立音楽学校でピアノとクラリネットを学んだ後、指揮をミヒャエル・アンゲロフに師事。18歳の時からウィーン国立音楽大学でレオポルト・ハーガーらに師事する。小澤征爾の目にとまり、タングルウッド音楽祭に招待され、同音楽祭でボストン交響楽団のスカラシップを得る。翌年より小澤征爾に師事し、彼のアシスタントとして活躍。2001年ウィーン国立音楽大学を卒業、2004年に同大学院を卒業。
卒業後は2009年までウィーン・トーンキュンストラー管弦楽団のアシスタント・コンダクターを務めた。2007年スヴェトラーノフ国際指揮コンクール入賞。2016年にマンハイム国立劇場にデビュー、ブレゲンツ音楽祭、マイニンゲン劇場などでオペラの仕事をこなした。ブルガリア国立放送交響楽団の首席指揮者を務めた。
ウィーン交響楽団、バンベルク交響楽団、BBC交響楽団などを指揮。
日本では、日本センチュリー交響楽団、群馬交響楽団、東京都交響楽団、東京交響楽団、札幌交響楽団などに客演している。